# アングマールの魔王
アングマールの魔王（アングマールのまおう、Witch-king of Angmar、? - 第三紀3019年3月15日）は、J・R・R・トールキンの中つ国を舞台とした小説、『指輪物語』の登場人物。
周囲に恐怖を撒き散らす指輪の幽鬼の首領であり、北方王国アルノールを滅ぼした、魔の国（Witch-realm）アングマールの君主。またゴンドールの最後の王エアルヌアを殺し、王統を絶った。

## 概要
アングマールの魔王は、冥王サウロン配下の不死の魔物、9人の指輪の幽鬼の首領である。かつては魔の国アングマールの支配者であり、その国自体が滅びた後も「魔王」として語られている。
個性のない影の集団として描写される指輪の幽鬼たちの中で、唯一外見でそれとわかる存在であり、エオウィンと戦ったときには冠をいただいていた。また、フロド・バギンズが一つの指輪を使用して幽界に身を置いたときも、ひときわ背の高い幽鬼の首領の兜の上に冠があるのを認めている。
かれの力は幽鬼の中でもひときわ強大であり、手にする短剣「モルグルの刃」は小さな傷ひとつで敵の命を奪う（指輪の幽鬼#能力を参照）。巨大な破城鎚グロンドでも突破し切れなかったミナス・ティリスの城門も、魔王の妖術により天をも焦がすような一閃の電光を伴う爆破の呪文で粉々に砕けてしまった。
寒冷な北方のフォロヘル地方に住む雪人ロッソス族からは、魔王は結氷も解氷も思いのままにできると恐れられており、そのためロッソス族はアルセダインのアルヴェドゥイ王がフォロヘル湾から脱出する際に春を待つように忠告したが、彼はその忠告を無視した。結果アルヴェドゥイは寒波のために海上で氷雪の嵐に襲われ、船は沈没し命を落とした。
また、指輪所持者となったフロドを黒の乗手として追跡した際には、フロドが浅瀬で抵抗し魔王に対して剣を振りかざしエルベレスの御名を唱えた所、魔王が片手を上げただけでフロドは言葉を発することができなくなり、彼の持っていた剣は朽ちてしまった。他に主サウロンから死霊術も学んでいたようで、指輪探索行の際には塚山丘陵に赴いて悪霊を召喚し塚人を目覚めさせ、フロド達を危機に陥らせた。ピーター・ジャクソンの映画第三部『王の帰還』SEEでは、ミナス・ティリスの城門を砕くシーンはないものの白のガンダルフとの一騎打ちのシーンがあり、魔王が己の剣に炎を纏わせ魔力を発するとガンダルフの杖が木っ端微塵に砕けてしまい、魔王がその圧倒的な力を見せつける展開となっていた。
魔王は戦争で敗れることはあっても、決して滅ぼされることはなかった。ノルドールのエルフの貴人グロールフィンデルは「魔王は人間の手によって（by the hand of man、何人たりともの意味もある）殺されることはないだろう」と予言しており、このことは魔王自身も承知していて、デルンヘルム（エオウィン姫の男装姿）と対峙したときに引き合いに出して嘲った。しかしこの予言のmanは「人間の男」だけを指すものであり、従って彼が無敵であることを意味しなかった。終に魔王はローハン王の姪エオウィン姫と、ホビットであるメリアドク・ブランディバック（メリー）に討ち取られる結果になった。その際、ホビットの持つ塚山出土の剣が魔王の魔力を消失させた事が、魔王打倒に至らせた。

## 経歴
アングマールの魔王は、かつては黒きヌーメノール人の王であったといわれる。第二紀に、かれは領土の統治を助けるためにサウロンから九つの力の指輪の一つを与えられた。そして、他の8名と同様に指輪の幽鬼へと変えられてしまった。かれは幽鬼の首領となり、サウロンの第一の臣下となった。

### 魔の国アングマール
第三紀1300年ごろ、北方王国アルノールのさらに北にアングマールの国が興り、凶悪な人間やオークを集めてドゥーネダインたちをおびやかし始めた。指輪の幽鬼の首領は、守りの堅い南方のゴンドールよりも、アルセダインとカルドランとルダウアの3つに分裂して弱体化した北方王国のほうがくみしやすいと見て行動を開始したのだが、魔王の正体がかれだとは後世になるまで知られなかった。
魔王の支配下にあるアングマールによって、ルダウアは姉妹国を裏切り、カルドランは滅びた。長い戦いの歴史の中、ときにはアングマールが劣勢になることもあったが、1974年に魔王はアルセダインを急襲し、ついにアルノールの国は完全に滅亡した。しかしそこへ、リンドンのエルフの協力を得たゴンドールの王子エアルヌアが、遅すぎた救援部隊を率いて到着した。増長した魔王は敵を待ち受けずに出撃し、一気に蹴散らそうとしたが、アングマール軍は大敗して全滅した。
自軍を失った魔王はただ1人、黒ずくめの姿で現れると、エアルヌアに挑戦した。乗っていた馬が逃げ出してしまったために王子は応戦できず、その有様を魔王は笑ったが、グロールフィンデルが接近すると魔王も逃走した。戻ってきたエアルヌアにグロールフィンデルが語ったのが、前述の予言である。

### ミナス・モルグルの影
魔王はモルドールに戻ると他の幽鬼を召集して出撃し、2000年にミナス・イシルを包囲した。2002年にはこれを占領し、ミナス・モルグルと改名して居城とした。2043年にエアルヌアがゴンドール王となると、魔王は先の戦いの失態を持ち出してかれを挑発した。このときは執政のマルディルが王を制止したが、7年後に再挑発されたときには抑え切れなかった。エアルヌアは（グロールフィンデルの予言の忠告に逆らい）ミナス・モルグルへ一騎討ちに行き、決して帰ることはなかった。この日から約千年後のエレスサール王の戴冠まで王権を主張するものはなく、ゴンドールは執政によって統治された。
モルドールの軍勢は2475年にゴンドールの首都オスギリアスを陥落させたが、執政デネソール1世の息子ボロミアの奮戦により撃退された。ボロミアの勇猛ぶりは魔王ですら恐れるほどだったが、この戦いで「モルグルの傷」を負ったために寿命を大きく縮めてしまった。それでも、魔王の手勢が大河アンドゥインを越えて直接ゴンドールを攻める機会はこの後もしばらくなく、同盟国ローハンの誕生もあって南方王国は持ちこたえた。

### 黒の乗り手
一つの指輪が見出されたことが明らかになると、魔王は他の幽鬼とともに探索を開始した。風見が丘ではフロド・バギンズに傷を負わせたものの取り逃がしてしまい、裂け谷襲撃では増水した川に流されて馬を失ってしまった。後に空飛ぶ獣を与えられたかれは、「黒の総大将」としてモルドールの軍を率いてミナス・ティリスを攻撃した。ここでかれはローハンのセオデン王の姪エオウィンとホビットのメリアドク・ブランディバックによって、すなわち女とホビットによって殺され、かくして「人間の男に殺されることはない」という予言は成就した。